# Championnat de Slovénie de football 2010-2011
Navigation
Saison précédente Saison suivante
La saison 2010-2011 du Championnat de Slovénie de football est la 20e édition de la première division slovène à poule unique, la PrvaLiga. Les 10 meilleurs clubs slovènes jouent les uns contre les autres à 4 reprises durant la saison, 2 fois à domicile et 2 fois à l'extérieur. À l'issue de la saison, l'avant-dernier joue un barrage de promotion-relégation et le dernier est directement relégué en D2.
Le NK FC Koper, champion de Slovénie la saison dernière, va défendre pour la première fois de son histoire son titre. Ses adversaires les plus dangereux sont le NK Maribor, l'Olimpija Ljubljana et le HIT Gorica.

## Les 10 clubs participants
| - NK Maribor - NK Nafta Lendava - HIT Gorica - NK FC Koper - Publikum Celje | - NK Primorje - Promu de D2 - ND Triglav Kranj - Promu de D2 - NK Domžale - Olimpija Ljubljana - NK Rudar Velenje |

## Compétition
Le barème de points servant à établir le classement se décompose ainsi :
- Victoire : 3 points
- Match nul : 1 point
- Défaite : 0 point

### Classement
| Rang | Équipe             | Pts | J  | G  | N  | P  | Bp | Bc | Diff |
| ---- | ------------------ | --- | -- | -- | -- | -- | -- | -- | ---- |
| 1    | NK Maribor         | 75  | 36 | 21 | 12 | 3  | 65 | 25 | +40  |
| 2    | NK Domžale (C)     | 67  | 36 | 20 | 7  | 9  | 57 | 35 | +22  |
| 3    | FC Koper (T)       | 60  | 36 | 17 | 9  | 10 | 57 | 43 | +14  |
| 4    | Olimpija Ljubljana | 55  | 36 | 15 | 10 | 11 | 59 | 43 | +16  |
| 5    | ND Gorica          | 48  | 36 | 13 | 9  | 14 | 42 | 53 | -11  |
| 6    | Rudar Velenje      | 46  | 36 | 12 | 10 | 14 | 55 | 47 | +8   |
| 7    | Triglav Kranj (P)  | 39  | 36 | 10 | 9  | 17 | 38 | 59 | -21  |
| 8    | Publikum Celje     | 37  | 36 | 9  | 10 | 17 | 41 | 55 | -14  |
| 9    | Nafta Lendava      | 37  | 36 | 10 | 7  | 19 | 47 | 67 | -20  |
| 10   | NK Primorje (P)    | 31  | 36 | 8  | 7  | 21 | 40 | 74 | -34  |

|  | Qualification pour le 2e tour de qualification de la Ligue des champions 2011-2012            |
|  | Qualification pour le 2e tour de qualification de la Ligue Europa 2011-2012                   |
|  | Qualification pour le 1er tour de qualification de la Ligue Europa 2011-2012                  |
|  | Participation au barrage de promotion-relégation                                              |
|  | Relégation directe en deuxième division                                                       |
|  | (T) Tenant du titre (C) Vainqueur de la Coupe de Slovénie (P) Club promu de deuxième division |

### Matchs

#### Première phase
| Résultats (▼dom., ►ext.) | CEL | DOM | GOR | KOP | MAR | NAF | OLI | PRI | RUD | TRI |
| Publikum Celje           |     | 0-1 |     |     |     | 2-4 | 1-1 |     | 5-1 |     |
| NK Domžale               |     |     | 1-0 | 2-0 |     |     |     |     |     | 3-0 |
| HIT Gorica               | 3-3 |     |     |     |     | 1-0 | 2-2 | 3-2 |     |     |
| NK FC Koper              |     |     | 1-0 |     | 0-1 |     |     | 4-1 |     | 1-1 |
| NK Maribor               | 2-0 |     | 3-1 |     |     | 3-1 |     |     |     | 5-0 |
| NK Nafta Lendava         |     | 3-2 |     |     |     |     |     | 2-1 |     | 2-1 |
| Olimpija Ljubljana       |     |     |     | 1-2 |     | 0-1 |     |     | 1-3 |     |
| NK Primorje              |     | 0-0 |     |     |     |     | 5-1 |     | 1-0 |     |
| NK Rudar Velenje         |     | 0-1 |     | 2-1 | 0-0 |     |     |     |     |     |
| ND Triglav Kranj         | 1-1 |     |     |     |     |     |     | 3-2 | 1-0 |     |

#### Barrage de promotion-relégation
Le 9e de première division, le NK Nafta Lendava est censé affronter le 2e de D2, le NK Aluminij lors d'un duel en matchs aller-retour afin de conserver sa place parmi l'élite, mais le NK Aluminij décline la possibilité de promotion.

## Bilan de la saison
| Championnat de Slovénie de football 2010-2011 |                       |
| Champion                                      | NK Maribor (9e titre) |
| Coupes et trophées                            |                       |
| Vainqueur de la Coupe de Slovénie 2010-2011   | NK Domžale            |
| Qualifications continentales                  |                       |
| Ligue des champions 2011-2012                 | NK Maribor            |
| Ligue Europa 2011-2012                        | NK Domžale            |
| Ligue Europa 2011-2012                        | FC Koper              |
| Ligue Europa 2011-2012                        | Olimpija Ljubljana    |
| Promotions et relégations                     |                       |
| Promus en PrvaLiga                            | ND Mura 05            |
| Relégués en Division 2                        | NK Primorje           |